# Eichsfelder Obertrikotagenwerk Dingelstädt
Das  Obertrikotagenwerk Dingelstädt war ein Unternehmen in Dingelstädt im Landkreis Eichsfeld in Thüringen.

## Geschichte

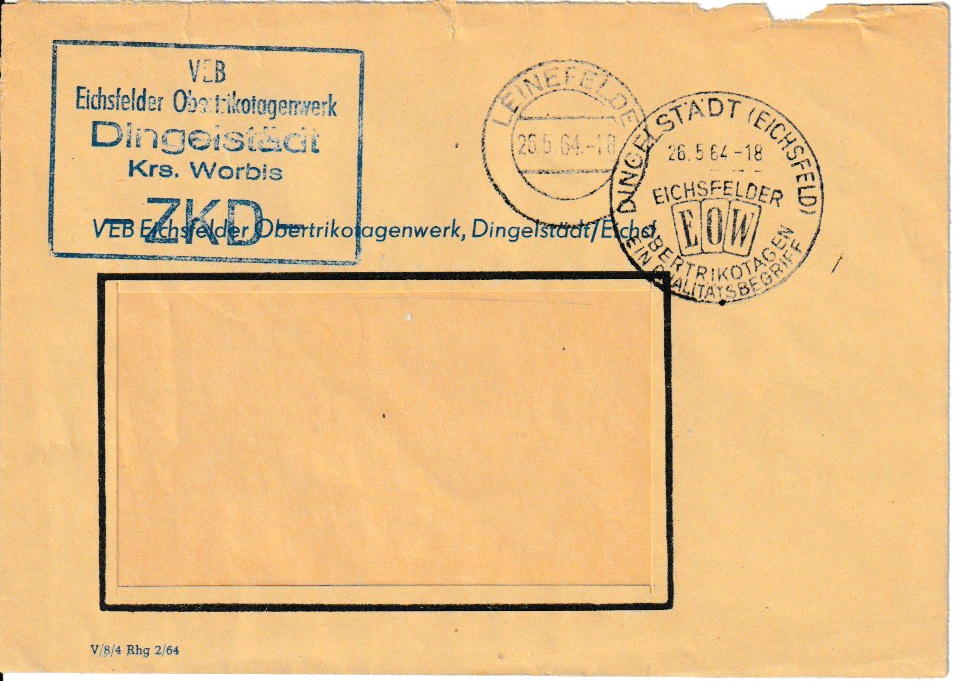
Brief des EOW per ZKD nach Dresden

Die Anfänge der Trikotagenherstellung im Eichsfeld liegen über 100 Jahre zurück. 1892 wurde in Dingelstädt die erste Strickerei gegründet, im Jahr 1912 waren bereits 120 Mitarbeiter beschäftigt. 1950 wurde das Unternehmen verstaatlicht und firmierte ab 1953 als VEB Eichsfelder Obertrikotagenwerk Dingelstädt (EOW). Der Stammbetrieb wurde nach und nach erweitert und es kamen kleinere Strickereien und Fabriken in 14 Orten im Obereichsfeld  und darüber hinaus hinzu. Schließlich waren etwa 2000 Arbeiter und Angestellte im gesamten Werk beschäftigt. Bis 1990 gehörte der Betrieb zum Kombinat Trikotagen.
Nach der Wende wurde der Betrieb privatisiert und die Produktion stark eingeschränkt. Einige kleinere Unternehmen fertigten danach weiterhin Strickwaren an, in Dingelstädt zum Beispiel WIGU Wilhelm Gundermann, die Dingelstädter Strick GmbH, die Born Knitting Engineers GmbH und die MB Mode Modeproduktions GmbH, außerdem in Küllstedt die Trift Strickwaren GmbH. Aufgrund der wirtschaftlichen Entwicklung sind bis zum Jahre 2024 lediglich zwei dieser Textil-Firmen übrig geblieben. Dazu zählen die Zella Textil GmbH & Co. KG und wie bereits erwähnt die Firma Born Knitting Engineers.

## Betriebsstandorte
Zum Obertrikotagenwerk Dingelstädt gehörten Produktionsstandorte in folgenden Orten: Küllstedt, Beberstedt, Silberhausen, Effelder, Kefferhausen, Heyerode, Horsmar, Kirchworbis, Gebra, Birkungen, Helmsdorf, Zella, Bickenriede.